# 경상북도의 문화재자료 (제401호 ~ 제500호)
경상북도 문화재자료는 문화재자료 중에서 경상북도 내에 있는 문화재자료를 의미한다.

## 지정 목록

### 제401호 ~ 제500호
| 번호  | 사진 | 명칭                                                                | 소재지                                          | 관리자 (단체)                | 지정일                                                                       | 참조 |
| 401호 |      | 불굴사석조입불상 (佛窟寺石造立佛像)                                 | 경북 경산시 와촌면 강학리 5                     | 불굴사                       | 2001년 4월 30일 지정                                                         |      |
| 402호 |      | 의성중률리석불좌상 (義城中栗里石佛坐像)                             | 경북 의성군 신평면 중률리 160                   | 의성군                       | 2001년 4월 30일 지정                                                         |      |
| 403호 |      | 청도동헌 (淸道東軒)                                                 | 경북 청도군 화양읍 동상리 158-2                 | 청도군                       | 2001년 4월 30일 지정                                                         |      |
| 404호 |      | 봉정사동종 (鳳停寺銅鍾)                                             | 경북 안동시 서후면 태장리 901 봉정사            | 봉정사                       | 2001년 6월 25일 지정                                                         |      |
| 405호 |      | 의성대곡사다층석탑 (義城大谷寺多層石塔)                             | 경북 의성군 다인면 봉정리 894                   | 대한불교조계종대곡사         | 2001년 6월 25일 지정                                                         |      |
| 406호 |      | 월동재 (月洞齋)                                                     | 경북 포항시 남구 대송면 홍계길 147번길 17-41    | 수원김씨남계공파문중         | 2001년 8월 20일 지정                                                         |      |
| 407호 |      | 안동김씨종회소 (安東金氏宗會所)                                     | 경북 안동시 목성동 49-3                         | 안동김태사종중               | 2001년 11월 1일 지정                                                         |      |
| 408호 |      | 한산이씨대산종가 (韓山李氏大山宗家)                                 | 경북 안동시 일직면 망호리 537                   | 이방수                       | 2001년 11월 1일 지정                                                         |      |
| 409호 |      | 전주류씨호암재사 (全州柳氏虎巖齋舍)                                 | 경북 안동시 녹전면 죽송리 31                    | 전주류씨직제학공파대종회     | 2001년 11월 1일 지정                                                         |      |
| 410호 |      | 예천읍사무소 (醴泉邑事務所)                                         | 경북 예천군 예천읍 효자로 89 (노하리 70-2)      | 예천군                       | 2001년 11월 1일 지정                                                         |      |
| 411호 |      | 울릉도태하리광서명각석문 (鬱陵島台霞里光緖銘刻石文)                 | 경북 울릉군 서면 태하리 465외                   | 울릉군                       | 2001년 11월 1일 지정                                                         |      |
| 412호 |      | 울릉도태하리임오명각석문 (鬱陵島台霞里壬午銘刻石文)                 | 경북 울릉군 서면 태하리 산 196                  | 울릉군                       | 2001년 11월 1일 지정                                                         |      |
| 413호 |      | 울릉도도동리신묘명각석문 (鬱陵島道東里辛卯銘刻石文)                 | 경북 울릉군 울릉읍 도동리 581-1                 | 울릉군                       | 2001년 11월 1일 지정                                                         |      |
| 414호 |      | 영주영훈정 (榮州迎薰亭)                                             | 경북 영주시 영주1동 19-1                        | 영주시                       | 2002년 2월 14일 지정                                                         |      |
| 415호 |      | 경산구연정 (慶山龜淵亭)                                             | 경북 경산시 진량면 내리리 176-1                 | 경산시                       | 2002년 2월 14일 지정                                                         |      |
| 416호 |      | 화재및육영루 (花齋및毓英樓)                                         | 경북 영덕군 축산면 칠성리 606                   | 영덕군                       | 2002년 2월 14일 지정                                                         |      |
| 417호 |      | 봉화삼계서원 (奉化三溪書院)                                         | 경북 봉화군 봉화읍 삼계리 174                   | 봉화군                       | 2002년 2월 14일 지정                                                         |      |
| 418호 |      | 봉화봉서루 (奉化鳳棲樓)                                             | 경북 봉화군 봉성면 봉성리 387                   | 봉화군                       | 2002년 2월 14일 지정                                                         |      |
| 419호 |      | 봉화기헌고택 (奉化起軒古宅)                                         | 경북 봉화군 법전면 법전리 135                   | 봉화군                       | 2002년 2월 14일 지정                                                         |      |
| 420호 |      | 김천미륵암석조미륵불입상 (金泉彌勒庵石造彌勒佛立像)                 | 경북 김천시 남면 월명리 203-1                   | 미륵암                       | 2002년 4월 15일 지정                                                         |      |
| 421호 |      | 청송초전댁 (靑松草田宅)                                             | 경북 청송군 파천면 덕천리 212                   | 심상훈                       | 2002년 4월 15일 지정                                                         |      |
| 422호 |      | 안동 모운사 지장탱화,제석탱화 (安東 暮雲寺 地藏幀畵,帝釋幀畵)       | 경북 안동시 남후면 검암리 596                   | 모운사                       | 2002년 7월 15일 지정                                                         | ,    |
| 423호 |      | 대월재 (對越齋)                                                     | 경북 구미시 고아읍 원호리 146                   | 선산김씨문간공파종중(김한교) | 2002년 7월 15일 지정                                                         | ,    |
| 424호 |      | 영덕 괴시리 영감댁 (盈德 槐市里 令監宅)                             | 경북 영덕군 영해면 괴시리 324-3                 | 남두섭                       | 2002년 7월 15일 지정                                                         | ,    |
| 425호 |      | 영덕 괴시리 사곡댁 (盈德 槐市里 沙谷宅)                             | 경북 영덕군 영해면 괴시리 330                   | 남명순                       | 2002년 7월 15일 지정                                                         | ,    |
| 426호 |      | 군위인각사미륵당석불좌상 (軍威麟角寺彌勒堂石佛坐像)                 | 경북 군위군 고로면 화북리 612                   | 인각사                       | 2002년 8월 19일 지정                                                         |      |
| 427호 |      | 군위인각사삼층석탑 (軍威麟角寺三層石塔)                             | 경북 군위군 고로면 화북리 612                   | 인각사                       | 2002년 8월 19일 지정                                                         |      |
| 428호 |      | 청송오체정 (靑松五체亭)                                             | 경북 청송군 현동면 개일리 6                     | 영양남씨거성문중(남윤진)     | 2002년 8월 19일 지정                                                         |      |
| 429호 |      | 청송덕양재 (靑松德陽齋)                                             | 경북 청송군 부동면 상평리 239                   | 달성서씨마평문중(서병춘)     | 2002년 8월 19일 지정                                                         |      |
| 430호 |      | 영양월잠종택 (英陽月岑宗宅)                                         | 경북 영양군 일월면 가곡리 289-2                 | 정재구                       | 2002년 8월 19일 지정                                                         |      |
| 431호 |      | 성주추원당 (星州追遠堂)                                             | 경북 성주군 초전면 문덕로 257-105               | 야성송씨감사공파종중(송용섭) | 2002년 8월 19일 지정                                                         |      |
| 432호 |      | 안동천전리추파고택 (安東川前里楸坡故宅)                             | 경북 안동시 임하면 천전리 280-4                 | 김시극                       | 2002년 10월 14일 지정                                                        |      |
| 433호 |      | 안동수운정 (安東水雲亭)                                             | 경북 안동시 도산면 태자리 566                   | 봉화금씨매헌공파문중         | 2002년 10월 14일 지정                                                        |      |
| 434호 |      | 봉화창랑정사 (奉化滄浪精舍)                                         | 경북 봉화군 법전면 소천리 247-1                 | 이정                         | 2002년 10월 14일 지정                                                        |      |
| 435호 |      | 수다사건륭37년명동종 (水多寺乾隆37年銘銅鐘)                         | 경북 구미시 무을면 상송리 산12                  | 수다사                       | 2003년 3월 3일 지정                                                          |      |
| 436호 |      | 안동칩와당고택 (安東蟄窩堂古宅)                                     | 경북 안동시 도산면 온혜리 310                   | .                            | 2003년 4월 14일 지정                                                         |      |
| 437호 |      | 상주목가리석조관세음보살입상 (尙州木可里石造觀世音菩薩立像)         | 경북 상주시 사벌면 목가리 산6                   | .                            | 2003년 4월 14일 지정                                                         |      |
| 438호 |      | 상주용산정사 (尙州龍山精舍)                                         | 경북 상주시 낙동면 승곡리 216-1, 217            | .                            | 2003년 4월 14일 지정                                                         |      |
| 439호 |      | 의성대곡사명부전 (義城大谷寺冥府殿)                                 | 경북 의성군 다인면 봉정리 894                   | 대한불교조계종대곡사         | 2003년 4월 14일 지정                                                         |      |
| 440호 |      | 김천개운사지장보살좌상및시왕상 (金泉開雲寺地藏菩薩坐像및十王像)     | 경북 김천시 황금동 196-3                        | 개운사                       | 2003년 4월 17일 지정                                                         |      |
| 441호 |      | 영양하담고택 (英陽荷潭古宅)                                         | 경북 영양군 영양읍 삼지리 315-1                 | 조경섭                       | 2003년 4월 17일 지정                                                         |      |
| 442호 |      | 남장사일주문 (南長寺一柱門)                                         | 경북 상주시 남장동 502                          | 남장사                       | 2003년 8월 14일 지정, 2013년 4월 8일 해제, 경북 유형문화재 468호로 재지정    |      |
| 443호 |      | 의성이계당 (義城伊溪堂)                                             | 경북 의성군 점곡면 윤암리 539                   | .                            | 2003년 8월 14일 지정                                                         |      |
| 444호 |      | 고운사연수전 (孤雲寺延壽殿)                                         | 경북 의성군 단촌면 구계리 116                   | 대한불교조계종고운사         | 2003년 8월 14일 지정, 2013년 4월 8일 해제, 경북 유형문화재 470호로 승격      |      |
| 445호 |      | 봉화팔오헌종택 (奉化八吾軒宗宅)                                     | 경북 봉화군 봉화읍 해저리 734                   | 김흥원                       | 2003년 8월 14일 지정                                                         |      |
| 446호 |      | 영모당 (永慕堂)                                                     | 경북 봉화군 법전면 풍정리 671-2                 | .                            | 2003년 8월 14일 지정                                                         |      |
| 447호 |      | 안동수곡리암각화 (安東水谷里岩刻畵)                                 | 경북 안동시 임동면 수곡리 산45-3                | .                            | 2003년 9월 22일 지정                                                         |      |
| 448호 |      | 예안이씨정충·정효각 (禮安李氏旌忠·旌孝閣)                           | 경북 안동시 풍산읍 안교리 80-3                  | .                            | 2003년 10월 27일 지정                                                        | ,    |
| 449호 |      | 하양부호리금호서원 (河陽釜湖里琴湖書院)                             | 경북 경산시 하양읍 부호리 114                   | 하양허씨주부공파문중         | 2003년 10월 27일 지정                                                        | ,    |
| 450호 |      | 허후·허조부자정충각 (許후·許조父子旌忠閣)                           | 경북 경산시 하양읍 부호리 175-1                 | 하양허씨주부공파문중         | 2003년 10월 27일 지정                                                        | ,    |
| 451호 |      | 만취당 (晩翠堂)                                                     | 경북 영주시 이산면 신암리 165                   | .                            | 2003년 12월 15일 지정                                                        | ,    |
| 452호 |      | 영천자천교회 (永川慈川敎會)                                         | 경북 영천시 화북면 자천리 773                   | .                            | 2003년 12월 15일 지정                                                        | ,    |
| 453호 |      | 예천권씨병암정및별묘 (醴泉權氏屛巖亭및別廟)                         | 경북 예천군 용문면 성현길 22-39 (성현 93)       | 예천권씨병암문중             | 2003년 12월 15일 지정                                                        | ,    |
| 454호 |      | 예천권씨영사당종택 (醴泉權氏永思堂宗宅)                             | 경북 예천군 용문면 유전길 14 (하금곡 497)       | .                            | 2003년 12월 15일 지정                                                        | ,    |
| 455호 |      | 함포재사 (咸浦齋舍)                                                 | 경북 예천군 하리면 부용봉길 19 (부초 505)       | 제곡안동권씨함포문중         | 2003년 12월 15일 지정                                                        | ,    |
| 456호 |      | 동해사 석조여래 입상 (東海寺 石造如來 立像)                         | 경북 상주시 서곡동 227 동해사                   | 동해사                       | 2004년 3월 11일 지정                                                         | ,    |
| 457호 |      | 영양사정 (英陽思亭)                                                 | 경북 영양군 영양읍 현리 709-2                   | 권세명                       | 2004년 3월 11일 지정                                                         | ,    |
| 458호 |      | 영덕삼벽당 (盈德三碧堂)                                             | 경북 영덕군 창수면 인량리 118                   | .                            | 2004년 3월 11일 지정, 2017년 5월 15일 해제, 경북 민속문화재 제190호로 재지정 | ,    |
| 459호 |      | 영덕괴시리영은고택 (盈德槐市里瀛隱古宅)                             | 경북 영덕군 영해면 괴시리 357                   | .                            | 2004년 3월 11일 지정                                                         | ,    |
| 460호 |      | 영덕괴시리스므나골재사 (盈德槐市里스므나골齋舍)                     | 경북 영덕군 영해면 괴시리 5                     | .                            | 2004년 3월 11일 지정                                                         | ,    |
| 461호 |      | 성주첨경재 (星州瞻敬齋)                                             | 경북 성주군 월항면 한개1길 40                   | 성산이씨대포파종중           | 2004년 3월 11일 지정                                                         | ,    |
| 462호 |      | 성주만귀정 (星州晩歸亭)                                             | 경북 성주군 가천면 신계2길 38                   | 이수학                       | 2004년 3월 11일 지정                                                         | ,    |
| 463호 |      | 성주삼봉서당 (星州三峰書堂)                                         | 경북 성주군 월항면 주산로 236-152               | 성산이씨한주파삼주공종중     | 2004년 3월 11일 지정                                                         | ,    |
| 464호 |      | 단계서당 (丹溪書堂)                                                 | 경북 경주시 강동면 다산리 878                   | .                            | 2004년 6월 28일 지정                                                         | ,    |
| 465호 |      | 예천덕계리관물당 (醴泉德溪里觀物堂)                                 | 경북 예천군 용궁면 덕계2길 64-17 (덕계 273-1)   | .                            | 2004년 6월 28일 지정                                                         | ,    |
| 466호 |      | 봉화충효당 (奉化忠孝堂)                                             | 경북 봉화군 봉성면 창평리 220                   |                              | 2004년 6월 28일 지정                                                         | ,    |
| 467호 |      | 고방사 목조아미타삼존불상 (古方寺 木造阿彌陀三尊佛像)               | 경북 김천시 농소면 봉곡리 485                   | 고방사                       | 2004년 10월 14일 지정                                                        | ,    |
| 468호 |      | 대전사 명부전 지장탱화 (大典寺 冥府殿 地藏幀畵)                     | 경북 청송군 부동면 상의리 200                   | 대전사                       | 2004년 10월 14일 지정                                                        | ,    |
| 469호 |      | 대전사 명부전 지장삼존 및 시왕상 (大典寺 冥府殿 地藏三尊 및 十王像) | 경북 청송군 주왕산면 공원길 226                 | 대전사                       | 2004년 10월 14일 지정 2019년 8월 26일 해제, 유형문화재 제540호로 승격        | ,    |
| 470호 |      | 대전사 주왕암 나한전 후불탱화 (大典寺 周王庵 羅漢殿 後佛幀畵)       | 경북 청송군 부동면 상의리 173                   | 대전사                       | 2004년 10월 14일 지정                                                        | ,    |
| 471호 |      | 송림사 명부전 석조삼장보살좌상 (松林寺 冥府殿 石造三藏菩薩坐像)     | 경북 칠곡군 동명면 구덕리 91-6                  | 송림사                       | 2004년 10월 14일 지정                                                        | ,    |
| 472호 |      | 배잠사지 당간지주 (盃岑寺址 幢竿址柱)                               | 경북 울진군 근남면 왕피천로 129옆(구산리 923-1) | 울진군수                     | 2004년 10월 14일 지정                                                        | ,    |
| 473호 |      | 안동 송은정 (安東 松隱亭)                                           | 경북 안동시 서후면 태장리 산31                  | 송종옥                       | 2004년 12월 6일 지정                                                         | ,    |
| 474호 |      | 영주 강동리 마애보살입상 (榮州 江東里 磨崖菩薩立像)                 | 경북 영주시 평은면 강등리 산 87-3               | 영주시                       | 2005년 1월 10일 지정                                                         | ,    |
| 475호 |      | 오계서원 (오溪書院)                                                 | 경북 영주시 평은면 천본리 55-1                  | 오계서원                     | 2005년 1월 10일 지정                                                         | ,    |
| 476호 |      | 단운재사 (丹雲齋舍)                                                 | 경북 영주시 상망동 326                          | 안동권씨현감공파문중         | 2005년 1월 10일 지정                                                         | ,    |
| 477호 |      | 태화당고택 (太華堂古宅)                                             | 경북 영양군 입암면 연당리 371번지               | 정종철                       | 2005년 1월 10일 지정                                                         | ,    |
| 478호 |      | 용천사 부도군 (湧泉寺 浮屠群)                                       | 경북 청도군 각북면 오산리 산138 외              | 용천사                       | 2005년 1월 10일 지정                                                         | ,    |
| 479호 |      | 보경사서운암부도군 (寶鏡寺瑞雲庵浮屠群)                             | 경북 포항시 북구 송라면 보경로 521              | 보경사                       | 2005년 3월 14일 지정, 2013년 7월 11일 해제, 경북 유형문화재 478호로 승격     | ,    |
| 480호 |      | 구미자비사묘법연화경 (구미자비사묘법연화경)                         | 경북 구미시                                     | 자비사                       | 2005년 5월 23일 지정                                                         | ,    |
| 481호 |      | 포항우각리여주이씨고택 (浦項牛角里驪州李氏古宅)                     | 경북 포항시 북구 신광면 우각리 529              | 이승택                       | 2005년 6월 20일 지정, 2013년 4월 8일 해제, 경북 유형문화재 462호로 승격      | ,    |
| 482호 |      | 문경변동식가옥 (聞慶 卞東軾 家屋)                                   | 경북 문경시                                     | 변동식                       | 2005년 6월 20일 지정                                                         | ,    |
| 483호 |      | 문경 청산재 (聞慶 靑山齋)                                           | 경북 문경시                                     | 부림홍씨청산재종중           | 2005년 6월 20일 지정                                                         | ,    |
| 484호 |      | 영덕오촌리냉천고택 (盈德梧村里冷泉古宅)                             | 경북 영덕군                                     | .                            | 2005년 6월 20일 지정                                                         | ,    |
| 485호 |      | 영덕운산서원강당 (盈德雲山書院講堂)                                 | 경북 영덕군                                     | 대흥백씨문중                 | 2005년 6월 20일 지정                                                         | ,    |
| 486호 |      | 예천 삼수정 (醴泉 三樹亭)                                           | 경북 예천군                                     | 동래정씨판서공파종중         | 2005년 6월 20일 지정                                                         | ,    |
| 487호 |      | 영주용혈리달성서씨재사 (榮州龍穴里達城徐氏齋舍)                     | 경북 영주시 평은면 용혈리 642                   | 달성서씨 학유공파 시낼종중   | 2005년 9월 20일 지정                                                         | ,    |
| 488호 |      | 병보재사 (丙甫齋舍)                                                 | 경북 청송군                                     | 김익환                       | 2005년 9월 20일 지정                                                         | ,    |
| 489호 |      | 영양남씨신암공파종택 (英陽南氏 愼菴公派 宗宅)                       | 경북 영양군                                     | 남주락                       | 2005년 9월 20일 지정                                                         | ,    |
| 490호 |      | 영양 숙운정 (英陽 宿雲亭)                                           | 경북 영양군                                     | 조진호                       | 2005년 9월 20일 지정                                                         | ,    |
| 491호 |      | 영양도계리조동흥가옥 (英陽 道溪里 趙東興 家屋)                      | 경북 영양군                                     | 조희영                       | 2005년 9월 20일 지정                                                         | ,    |
| 492호 |      | 예천 석문종택 (醴泉 石門宗宅)                                       | 경북 예천군                                     | 정호윤                       | 2005년 9월 20일 지정                                                         | ,    |
| 493호 |      | 울진 대풍헌 (蔚珍 待風軒)                                           | 경북 울진군                                     | 울진군                       | 2005년 9월 20일 지정, 2010년 3월 11일 해제, 경북 기념물 165호로 등급조정     | ,    |
| 494호 |      | 울진 매화리 윤광수 가옥 (蔚珍 梅花里 尹光洙 家屋)                   | 경북 울진군 원남면 매화매실길 307-3(매화리 642) | 윤광수                       | 2005년 9월 20일 지정                                                         | ,    |
| 495호 |      | 봉화금씨군위공종택 (奉化琴氏軍威公宗宅)                             | 경북 봉화군                                     | .                            | 2005년 12월 26일 지정                                                        | ,    |
| 496호 |      | 봉화송월재종택 (奉化松月齋宗宅)                                     | 경북 봉화군                                     | .                            | 2005년 12월 26일 지정                                                        | ,    |
| 497호 |      | 경주도봉서당 (慶州挑峯書堂)                                         | 경북 경주시                                     | .                            | 2006년 2월 16일 지정                                                         | ,    |
| 498호 |      | 오극성고택 (吳克成 古宅)                                            | 경북 영양군                                     | 신정규                       | 2006년 2월 16일 지정                                                         | ,    |
| 499호 |      | 주강정및사고종택 (柱江亭 및 沙皐宗宅)                               | 경북 영양군                                     | 김수영                       | 2006년 2월 16일 지정                                                         | ,    |
| 500호 |      | 영덕난고정 (盈德蘭皐亭)                                             | 경북 영덕군                                     | .                            | 2006년 2월 16일 지정                                                         | ,    |

## 참고 자료
- 경상북도 고시/공고